# Камбар (Пакистан)
Камбар (англ. Qambar) — город в пакистанской провинции Синд, расположен в округе Камбар-Шахдадкот. Население — 97 691 чел. (на 2010 год).

## История
До 2005 года Камбар был частью округа Ларканы, затем город стал столицей нового округа Камбар-Шахдадкот.

## Географическое положение
Город расположен на правом берегу реки Инд.

## Демография
| 1961   | 1972   | 1981   | 1998   | 2010   |
| ------ | ------ | ------ | ------ | ------ |
| 12 090 | 18 476 | 25 885 | 57 230 | 97 691 |